# 발터 슬레작
발터 슬레작(Walter Slezak, 1902년 5월 3일 ~ 1983년 4월 21일)은 오스트리아의 배우이다.

## 방송
- 선셋 77번가

## 영화
- 사랑의 유람선 (1977년)
- 보물섬 (1972년)
- 블랙 뷰티 (1971년)
- 원 라이프 투 리브 (1968년)
- 배트맨 - 66년 TV 시리즈 (1966년)
- 원더풀 라이프 (1964년)
- The Wonderful World of the Brothers Grimm (1963년)
- 9월이 오면 (1961년) - 모리스 역
- 기적 (1959년)
- 선셋 77번가 (1958년)
- 1만개의 침실들 (1957년)
- 콜 미 마담 (1953년)
- 화이트 윗치 닥터 (1953년)
- 베드타임 포 본조 (1951년)
- 말 많은 세상 (1951년)
- 서스펜스 (1949년)
- 인스펙터 제너럴 (1949년)
- 스튜디오 원 (1948년)
- 해적 (1948년)
- 본 투 킬(영어판) (1947년)
- 스페니쉬 메인 (1945년)
- 공주와 해적 (1944년)
- 스텝 라이브리 (1944년)
- 구명 보트 (1944년)
- 이 땅은 나의 것 (1943년)
- 미카엘 (1924년)